# Монцонит
Монцонит је дубинска магматска стена, из групе интермедијарних магматских стена. Настаје кристализацијом магми интермедијарног састава, у дубљим деловима Земљине коре.
Минерали који изграђују монцонит су:
- алкални фелдспат: ортоклас или микроклин,
- интермедијарни плагиоклас (андезин),
- бојени минерали: биотит, хорнбленда.

Садржај алкалног фелдспата и плагиокласа је, у монцониту, приближно једнак. Структура монцонита је порфироидна, док је текстура масивна.